# Le Libertin (Schmitt)
 (novembre 2022).
Il peut être nécessaire de l'améliorer pour respecter le principe de neutralité de point de vue. Veuillez consulter la page de discussion pour plus de détails.

Pour les articles homonymes, voir Le Libertin.
Le Libertin est une comédie d'Éric-Emmanuel Schmitt créée en  1997 au Théâtre Montparnasse et publiée la même année par les éditions Albin Michel.

## Argument
Mettant en scène Denis Diderot, Schmitt s'interroge sur la morale, et plus particulièrement celle des mœurs sexuelles à travers la propre interrogation du célèbre philosophe qui doit rédiger dans l'urgence un article de l'Encyclopédie. Les différentes facettes du philosophe sont représentées par les femmes de son entourage, qui font ressortir le dilemme moral découlant de la sexualité.

## Contexte
Éric-Emmanuel Schmitt est un spécialiste de Diderot auquel il avait consacré sa thèse de philosophie soutenue à la Sorbonne en 1987 et publiée en 1997[source insuffisante].

## Fiche technique
- Metteur en scène : Bernard Murat
- Décors : Nicolas Sire
- Lumière : André Diot
- Costumes : Dominique Borg

## Distribution
- Bernard Giraudeau :  Denis Diderot, philosophe
- Christiane Cohendy : Anna Dorothea Therbouche, portraitiste
- Claire Keim : la jeune d'Holbach, jeune fille
- Élisabeth Commelin : Antoinette Diderot, épouse de Diderot
- Danièle Arditi  : Angélique Diderot, fille de Diderot
- Vincent de Bouard : Baronnet, secrétaire de Diderot

## Récompenses
La pièce a reçu six nominations dont un Molière aux Molières 1997.
- Molière du comédien : Bernard Giraudeau
- Molière de la comédienne dans un second rôle : Élisabeth Commelin
- Molière de l'auteur : Éric-Emmanuel Schmitt
- Molière du décorateur scénographe : Nicolas Sire
- Molière du créateur de costumes :  Lauréat : Dominique Borg
- Molière de la meilleure pièce de création : au Théâtre Montparnasse

## Adaptations
- Le Libertin, film de Gabriel Aghion (2000)